# Mana y Mani
Mana y Mani es una ópera para niños con música de Hossein Dehlavi, compuesta en el año 1979 como contribución al Año Internacional del Niño (1979) y a petición de la UNICEF. La ópera fue escrita en 20 secciones y 520 páginas. Pero no se representó en aquella época debido a la revolución iraní.
Mana y Mani se estrenó por Ali Rahbari y la Orquesta Filarmónica de Bratislava. Esta representación no incluyó las secciones corales. En 2012 la ópera se representó en Irán completamente, por 250 personas dirigidas por Alireza Shafaghi Nejad y Mohammad Aghebati y cooperaron Naser Nazar y grupo de música Pars.